# Wayne County, Missouri
Wayne County är ett administrativt område i delstaten Missouri, USA, med 13 521 invånare. Den administrativa huvudorten (county seat) är Greenville.

## Geografi
Enligt United States Census Bureau har countyt en total area på 2 005 km². 1 971 km² av den arean är land och 34 km² är vatten.

### Angränsande countyn
- Madison County - norr
- Bollinger County - öst
- Stoddard County - sydost
- Butler County - söder
- Carter County - sydväst
- Reynolds County - väst
- Iron County - nordväst

### Orter
- Greenville (huvudort)
- Piedmont
- Williamsville